# Dekanat Mistek
Dekanat Mistek – jeden z 11 dekanatów tworzących diecezję ostrawsko-opawską Kościoła łacińskiego w Czechach. Obejmuje 18 parafii. Obowiązki dziekana pełni (2011) ks. Karel Doležel, proboszcz parafii w miejscowości Stará Ves nad Ondřejnicí.
Na terenie dekanatu znajdują się następujące parafie:
- Bílá: Parafia św. Fryderyka
- Borová-Malenovice: Parafia św. Ignacego Loyoli
- Brušperk: Parafia św. Jerzego
- Čeladná: Parafia św. Jana Nepomucena
- Fryčovice: Parafia Wniebowzięcia Panny Marii
- Frýdlant nad Ostravicí: Parafia św. Bartłomieja
- Hukvaldy: Parafia św. Maksymiliana
- Chlebovice: Parafia Świętych Cyryla i Metodego
- Kozlovice: Parafia Świętych Michała i Barbary
- Kunčice pod Ondřejníkem: Parafia św. Marii Magdaleny
- Metylovice: Parafia Wszystkich Świętych
- Místek: Parafia Świętych Jana i Pawła
- Ostravice: Parafia Najświętszej Trójcy
- Palkovice: Parafia św. Jana Chrzciciela
- Paskov: Parafia św. Wawrzyńca
- Rychaltice: Parafia św. Mikołaja
- Stará Ves nad Ondřejnicí: Parafia Narodzenia św. Jana Chrzciciela
- Staříč: Parafia Znalezienia Krzyża Świętego